# ビルギット・クルベリ

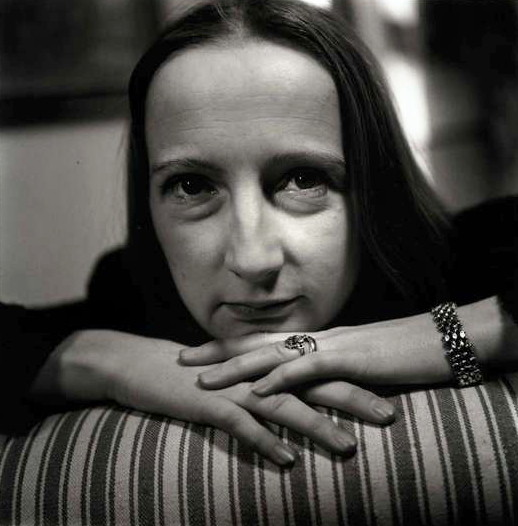
ビルギット・クルベリ（1943年））

ビルギット・クルベリ（Birgit Ragnhild Cullberg,1908年8月3日 - 1999年9月8日）は、スウェーデンのダンサー、振付家、バレエ指導者である。クルト・ヨース (en) 、マーサ・グレアムなどの教えを受け、ヨースの系譜につながるドイツ表現主義舞踊の流れに属する作品を長年にわたって創作した。彼女の作品は『令嬢ジュリー』（sv:Fröken Julie,1950年）のような文学性・演劇性の強いものから、叙情的なもの、風刺的なユーモアを含むものまで多岐にわたる。テレビ向けのバレエ作品にいち早く取り組んだ先駆者としても知られる。息子のニクラス・エック（sv:Niklas Ek）とマッツ・エックも彼女と同じくダンサー・振付家として有名になった。日本ではしばしば「クルベリー」、「クルベルグ」などとも表記される。

## 生涯
スウェーデン南部、ニュヒェーピングの生まれ。父は銀行家で、家庭は裕福であった。もともとは文学の道を志していて、ストックホルム大学で学んでいた。
ダンスを正式に始めたのは、24歳とかなり遅い時期のことであった。彼女はストックホルムで亡命ロシア人のヴェラ・アレクサンドロワからバレエの指導を受けた。
クルベリが本格的にダンサーを志す契機となったのは、27歳のときにストックホルムでクルト・ヨースの『緑のテーブル』という作品を鑑賞したことであった。1932年に初演されたこの作品は、戦争がもたらす悪を「死の舞踏」として描き出す反戦思想と風刺色の濃いもので、ヨースの代表作と評価されている。
クルベリは1935年から1939年にかけてイギリスに渡り、クルト・ヨースの舞踊学校でヨースとシガード・リーダーにダンスを学んだ。さらにニューヨークに渡って、マーサ・グレアムとリリアン・カリナにも師事した。
1939年に自作の上演グループを設立し、1942年にストックホルムで初のソロ公演を開催した。第二次世界大戦中には反ナチス運動のメンバーとなっていたが、終戦後の1946年に教え子であるイーヴォ・クラメル（1921年3月5日-2009年4月30日）とともにスヴェンスカ・ダンス・シアターを組織してヨーロッパ各地を巡演した。
彼女の転機となったのは、『令嬢ジュリー』（1950年）だった。ヨハン・アウグスト・ストリンドベリの戯曲に基づくこの作品がスウェーデン王立バレエ団の注目するところとなり、同バレエ団の常任振付家を1952年から1956年まで務めた。その後フリーランスの振付家として活動を始め、デンマーク王立バレエ団やアメリカン・バレエ・シアターなどに作品を振り付けた。
1967年、クルベリはスウェーデンに戻った。彼女の才能がスウェーデン以外の国で費消されることを危惧したスウェーデン政府とストックホルム市は、彼女が創設する新たなカンパニー（クルベリ・バレエ団）のスポンサーとなった。
バレエ団の始動当時、クルベリは60歳近くの年齢であったが精力的に団を運営し、旺盛な創作活動を続けた。彼女の手腕によって、クルベリ・バレエ団はヨーロッパ屈指のバレエ団としての評価を高めていった。
ダンサーとして最後に舞台に立ったのは68歳のときで、息子マッツ・エックの『ソウェト』（南アフリカのアパルトヘイトを告発した問題作）という作品であった。1980年からはマッツと共同でクルベリ・バレエの芸術監督を務め、1985年にマッツにその座を譲った。舞台以外での最後の出演は1991年で、マッツのテレビ向けダンス作品『オールドウーマン&ザ・ドア』であった。クルベリは1999年にストックホルムで死去した。

## 作風
クルベリはその生涯において数十にのぼる作品を振り付けたものの、第二次世界大戦前の作品の多くは再演の機会を得ることなく散逸した。彼女の作風は恩師ヨースの影響を受けて社会派的な視点を持つが、それだけにとどまらず風刺的なユーモアを含むものや叙情的なものまで多岐にわたっている。
代表作として挙げられるのは、『令嬢ジュリー』（1950年）である。階級差、そして女性の性愛と欲望のせめぎあいを描き出したこの作品は、厳格なクラシック・バレエの技法と、マーサ・グレアムのメソッドに強く影響されたモダン・ダンスの大胆な身体の屈伸表現を取り入れて、貴族階級に属する令嬢ジュリーの内面の葛藤と絶望を踊りで描き出している。この作品はスウェーデンのみならず、アメリカン・バレエ・シアターとデンマーク王立バレエ団（1958年）、ベルリン・ドイツ・オペラバレエ団（1979年）、ミラノ・スカラ座バレエ団（1980年）、ノーザン・バレエ・シアター（1987年）、谷桃子バレエ団（1989年）など世界各国のバレエ団が上演している。
クルベリは『令嬢ジュリー』以外でも文学的なテーマを好んで作品化した。ギリシャ悲劇に想を得た『メディア』（1950年）、ラップ人の伝説を舞台に再現した『月のトナカイ』（1957年）、ヘンリック・イプセンの戯曲をバレエ化した『海の夫人』（1960年）などである。これらの作品では、クルベリ自身が台本も手掛けている。

## 評価

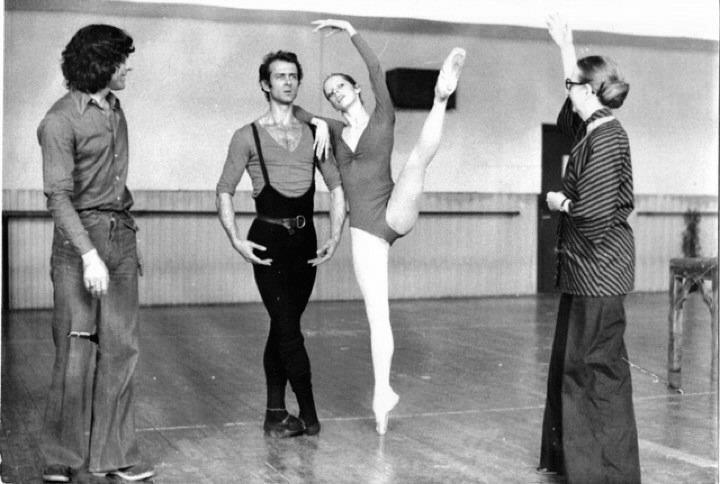
リハーサル中のクルベリとダンサーたち、1978年。

既に述べたとおり、クルベリの作品はドイツ表現主義の系譜に属する。恩師ヨースは抽象的なダンス表現を退け、見て意味が理解できるダンス表現で自分の思想を伝えようと試みた。クルベリもヨースと同様にダンスで物語や感情を表出するとともに、一歩進んでクラシック・バレエとモダン・ダンスのボキャブラリーの融合によって表現の幅を広げ、物語バレエの新境地を開拓した。
晩年まで旺盛な創作活動を続けたクルベリは、スウェーデン独自のバレエを確立した。それだけではなく、息子のエック兄弟を始めイーヴォ・クラメル、アルヴィン・エイリー、モーリス・ベジャール、イリ・キリアンなどの振付家に多大な影響を与えたことでも評価される。
さらに、クルベリはテレビ向けのバレエ作品を作った先駆者としても知られる。それらの作品としては、『緑のカップの赤ワイン』（1971年）、『ファミリー・ポートレート』（1985年）など数作がある。

## 私生活
クルベリは1942年に俳優のアンデルス・エック（sv:Anders Ek、1916年4月7日 - 1979年11月17日）と結婚した。2人の間にはニクラス（1943年6月16日 - ）、双生児のマッツとマリン（sv:Malin Ek、1945年4月18日 -）が生まれている。
クルベリとアンデルスの結婚は1949年に破綻を迎えた。翌年にクルベリが発表した『メディア』について、スウェーデン国内の批評家は彼女自身の個人的危機の表出と解釈している。
ニクラスとマッツは長じてダンサー・振付家として活動し、マリンは女優となった。ニクラスの娘ミラ（1970年3月20日 - ）は、ヴィジュアルアーティストとしてテキスタイル・アートなどの作品を発表している。